# Æthelstan Ætheling
Pour les articles homonymes, voir Æthelstan (homonymie).
Æthelstan est un prince de la maison de Wessex mort le 25 juin 1014. Fils aîné du roi Æthelred le Malavisé, il semble avoir été son héritier désigné, mais il meurt deux ans avant son père. Son testament subsiste et enregistre de nombreuses donations.

## Biographie

La charte de 993 (S 876) sur laquelle apparaît pour la première fois Æthelstan.

Le roi Æthelred se marie avec Ælfgifu, fille de l'ealdorman Thored, vers le milieu des années 980. Æthelstan est le premier des six fils issus de cette union. Sa naissance a vraisemblablement lieu peu après le mariage de ses parents, même si son existence n'est attestée qu'à partir de 993, date à laquelle il apparaît pour la première fois sur une charte émise par son père, en même temps que ses deux frères cadets Ecgberht et Edmond. Æthelred donne à tous ses fils le prénom d'un précédent monarque de la maison de Wessex, et son fils aîné reçoit celui d'Æthelstan, roi de 924 à 939.
Les sources ne décrivent pas l'enfance d'Æthelstan, mais sa grand-mère paternelle Ælfthryth semble avoir contribué de manière significative à son éducation, puisqu'il la cite dans son testament. Il est possible qu'il ait résidé à Æthelingadene, le « Dean des æthelings », dans le Sussex. Son père se remarie en 1002 avec Emma de Normandie, mais les fils issus de ce second mariage, Édouard et Alfred, ne semblent pas avoir supplanté Æthelstan comme héritier présomptif d'Æthelred. Il occupe systématiquement la première position parmi les enfants du roi dans toutes les chartes sur lesquelles il apparaît.
En 1013, le roi danois Sven à la Barbe fourchue envahit l'Angleterre et contraint Æthelred à s'enfuir en Normandie, où il rejoint Emma et leurs enfants. Le sort des fils de son premier mariage encore en vie (Æthelstan et ses frères cadets Edmond et Eadwig) n'est pas connu, mais il est probable qu'ils soient restés en Angleterre. Le triomphe de Sven est de courte durée, puisqu'il meurt dès février 1014, sur quoi la noblesse anglaise rappelle Æthelred au pouvoir.
Ayant retrouvé sa position d'héritier présomptif, Æthelstan tombe apparemment malade au début de l'été. Il dresse son testament et meurt le 25 juin 1014. Il est inhumé à Winchester, dans l'abbaye d'Old Minster.

## Le testament d'Æthelstan
Il subsiste deux copies du testament d'Æthelstan, conservées dans les archives de deux monastères qui font partie de ses bénéficiaires : Christ Church, à Cantorbéry, et Old Minster, à Winchester. Les bénéficiaires de ce testament sont des monastères et des particuliers, dont certains appartiennent à la famille d'Æthelstan et d'autres sont à son service. Le prince leur lègue de nombreux domaines, éparpillés dans tout le sud-est de l'Angleterre, ainsi qu'une série d'objets précieux, parmi lesquels onze épées (dont une ayant appartenu au roi Offa de Mercie au VIIIe siècle), un haubert, un bouclier, une trompette, une corne à boire et des chevaux.
Le testament documente les legs suivants :
- à l'Old Minster, les domaines d'Adderbury (Oxfordshire) et Marlow (Buckinghamshire), une épée, une ceinture, un brassard et une corne à boire ;
- à Christ Church, les domaines de Hollingbourne (Kent) et Garwaldingtun ;
- au Nunnaminster de Winchester, le domaine de Rotherfield (localisation incertaine) et un mele en argent ;
- au New Minster de Winchester, une soupière en argent ;
- à l'abbaye de Shaftesbury, six livres ;
- à son père Æthelred, les domaines de Chalton (Hampshire), Norton, et Mollington (Oxfordshire), une épée à la poignée d'argent, un haubert et deux chevaux ;
- à son frère Edmond, deux épées (dont celle ayant appartenu à Offa), une trompette sertie d'argent, ses domaines d'Est-Anglie et de Peacesdele, avec une provision pour une donation annuelle à l'abbaye d'Ely le jour de la Sainte-Æthelthryth ;
- à son frère Eadwig, une épée ;
- à l'évêque de Winchester Ælfsige, une croix en or et un cheval ;
- à Ælfmær, le domaine de Hambleden (Berkshire) ;
- à Godwine, le domaine de Compton (Sussex) jadis détenu par son père Wulfnoth ;
- à sa « mère adoptive » Ælfswith, le domaine de Westune ;
- à son prêtre Ælfwine, le domaine de Heorulfestun (Harston, dans le Cambridgeshire ?), une épée et un cheval avec son équipement ;
- à son sénéchal (discthegn) Ælfmær, huit hides à Catherington (Hampshire), une épée et un cheval ;
- à Sigeferth, le domaine de Hockliffe (Bedfordshire), une épée, un cheval et un bouclier ;
- à Æthelweard le Bègue et à Lyfing, le domaine de Tewin (Hertfordshire) ;
- à Leofstan, le domaine de Quatt (Shropshire) jadis détenu par son frère Leofwine ;
- à Leofmær de Bygrave (Hertfordshire), le domaine qui lui avait appartenu jadis ;
- à Godwine, trois hides à Ludgershall (Wiltshire ?) ;
- à Eadric fils de Wynflæd, une épée ;
- à son serviteur Æthelwine, une épée ;
- à son fourbisseur Ælfnoth, une épée ;
- à son veneur, le haras de Coldridge, près de Ludgershall[3].